# NGC 1995
NGC 1995 је двојна звезда у сазвежђу Сликар која се налази на NGC листи објеката дубоког неба.
Деклинација објекта је - 48° 40' 28" а ректасцензија 5h 33m 3,3s. Привидна величина (магнитуда) објекта NGC 1995 износи 9,8.